# Secção Francesa da Internacional Operária
A Secção Francesa da Internacional Operária (SFIO) foi um partido político socialista francês, criado em 1905 até 1969. Em 1969, a SFIO tornou-se o Partido Socialista Francês, à época do Congrès d'Issy-les-Moulineaux, quando se associou à Union des clubs pour le renouveau de la gauche.

## Os partidos socialistas antes do SFIO

### Reorganização e unidade inicial (1876-1890)
Após os acontecimentos da Comuna de Paris, houve uma terrível repressão aos movimentos socialistas. Há entre 20 mil e 30 mil mortes e mais de 38.500 fugitivos e exilados e outras tantas pessoas em prisões. Entre os presos, havia 78% de operários entre os quais, 84% foram deportados nas colónias mais distantes do império francês. A partir de 1872, as classes trabalhadoras são reorganizados em câmara sindical. Em 1876, o operário-joalheiro Barberet, organizou o primeiro congresso dos operários. De Londres, os exilados (incluindo os amigos de Blanqui) se organizam e acusam abertamente o governo de incentivar e favorecer a classe média. Por outro lado Jules Guesde, um jornalista condenado por defender a Comuna, desenvolve uma posição de diferenciação em relação aos outros partidos.

### A divisão em cinco tendências (1882-1901)
A estrutura socialista unitária foi criado em 1878, a Fédération du Parti des travailleurs socialistes de France (FPTSF). Mas o Congresso de 1880 e  de 1881 mostra uma desunião nos socialistas. Desde 1882 eles criam vários partidos que representam cinco principais tendências do socialismo:
- O Possibilismo;
- O Allemanismo (de Jean Allemane);
- Os Socialistas independentes;
- Os Guesdistes (de Jules Guesde);
- O Partido socialista revolucionário (França).

### O caminho para a unidade: os dois partidos socialistas (1901-1905)
Em 1901, dois movimentos socialistas opõem-se :
- uma "esquerda", claramente revolucionária de Édouard Vaillant e Guesde;
- uma "direita" mais reformistas de Jean Jaurès e Paul Brousse.

## A SFIO
A unificação do socialismo francês ocorre em 1905, no congresso do Globe em Paris, após o Congresso socialista Internacional de Amsterdam de 1904. A secção do Partido Socialista da Internacional dos Trabalhadores, mais conhecido como o SFIO nasceu.

## Resultados eleitorais

### Eleições presidenciais
| Data | Candidato apoiado   | 1ª Volta | 1ª Volta  | 1ª Volta       | 2ª Volta | 2ª Volta   | 2ª Volta       |
| Data | Candidato apoiado   | CI.      | Votos     | %              | CI.      | Votos      | %              |
| ---- | ------------------- | -------- | --------- | -------------- | -------- | ---------- | -------------- |
| 1965 | François Mitterrand | 2.º      | 7 694 005 | 31,72 / 100,00 | 2.º      | 10 619 735 | 44,80 / 100,00 |
| 1969 | Gaston Defferre     | 4.º      | 1 113 222 | 5,01 / 100,00  |          |            |                |

### Eleições legislativas
| Data    | 1.ª Volta | 1.ª Volta | 1.ª Volta      | 1.ª Volta | 2.ª Volta | 2.ª Volta | 2.ª Volta      | 2.ª Volta | Deputados | +/- | Status   |
| Data    | CI.       | Votos     | %              | +/-       | CI.       | Votos     | %              | +/-       | Deputados | +/- | Status   |
| ------- | --------- | --------- | -------------- | --------- | --------- | --------- | -------------- | --------- | --------- | --- | -------- |
| 1906    | 4.º       | 877 221   | 9,95 / 100,00  |           |           |           |                |           | 52 / 585  |     | Oposição |
| 1910    | 3.º       | 1 091 934 | 12,91 / 100,00 | 2,96      | 75 / 595  | 23        | Oposição       |           |           |     |          |
| 1914    | 3.º       | 1 413 044 | 16,76 / 100,00 | 3,85      | 102 / 602 | 27        | Governo        |           |           |     |          |
| 1919    | 2.º       | 1 728 663 | 21,22 / 100,00 | 4,46      | 68 / 613  | 34        | Oposição       |           |           |     |          |
| 1924    | 2.º       | 1 814 000 | 20,10 / 100,00 | 1,12      | 104 / 581 | 36        | Governo        |           |           |     |          |
| 1928    | 3.º       | 1 708 972 | 18,05 / 100,00 | 2,05      | 100 / 604 | 4         | Oposição       |           |           |     |          |
| 1932    | 1.º       | 1 964 834 | 20,51 / 100,00 | 2,46      | 132 / 607 | 32        | Oposição       |           |           |     |          |
| 1936    | 2.º       | 1 955 306 | 19,86 / 100,00 | 0,65      | 149 / 610 | 17        | Governo        |           |           |     |          |
| 1945    | 3.º       | 4 561 411 | 23,77 / 100,00 | 3,91      | 134 / 522 | 17        | Governo        |           |           |     |          |
| 06/1946 | 3.º       | 4 187 747 | 21,14 / 100,00 | 2,63      | 128 / 586 | 6         | Governo        |           |           |     |          |
| 11/1946 | 3.º       | 3 433 901 | 17,87 / 100,00 | 3,27      | 102 / 627 | 26        | Governo        |           |           |     |          |
| 1951    | 3.º       | 2 894 001 | 15,39 / 100,00 | 2,48      | 107 / 625 | 5         | Governo        |           |           |     |          |
| 1956    | 4.º       | 3 247 431 | 15,25 / 100,00 | 0,14      | 95 / 595  | 12        | Governo        |           |           |     |          |
| 1958    | 3.º       | 3 167 534 | 15,50 / 100,00 | 0,25      | 4.º       | 2 574 606 | 13,80 / 100,00 |           | 40 / 576  | 55  | Governo  |
| 1962    | 3.º       | 2 298 729 | 12,54 / 100,00 | 2,96      | 3.º       | 2 264 011 | 14,83 / 100,00 | 1,03      | 65 / 491  | 25  | Oposição |
| 1967    | 3.º       | 4 224 110 | 18,96 / 100,00 | 6,42      | 2.º       | 4 505 329 | 24,08 / 100,00 | 9,25      | 117 / 491 | 52  | Oposição |
| 1968    | 3.º       | 3 660 250 | 16,53 / 100,00 | 2,43      | 2.º       | 3 097 338 | 21,25 / 100,00 | 2,83      | 57 / 487  | 60  | Oposição |